# 托拉亞區
14°03′15″S 73°18′27″W / 14.05417°S 73.30750°W
托拉亞區（西班牙語：Distrito de Toraya），是秘魯的一個區，位於該國南部阿普里馬克大區的艾馬賴斯省，始建於1936年7月15日，面積173.1平方公里，海拔高度3,146米，2005年人口1,684，人口密度每平方公里9.7人。